# Tony Lip
Tony Lip, pseudonimo di Frank Anthony Vallelonga (Beaver Falls, 30 luglio 1930 – Teaneck, 4 gennaio 2013), è stato un attore statunitense.
Di origine italiana, è noto per l'interpretazione del boss Carmine Lupertazzi nella serie televisiva I Soprano tra il 2001 e il 2007.

## Biografia
Figlio di Nicholas e Nazzarena Vallelonga, originari della Calabria, Lip nacque in Pennsylvania, ma dopo solo due settimane la sua famiglia si trasferì a New York nella 215ª strada, nei pressi del Bronx. Lavorò negli anni sessanta al nightclub Copacabana di New York, dove entrò in contatto con artisti dell'epoca (Frank Sinatra, Tony Bennett) e anche con malavitosi che in seguito caratterizzarono la sua carriera di attore.
I suoi viaggi e la sua amicizia con il musicista Don Shirley sono raccontati nel film  Green Book (2018), dove Lip è interpretato da Viggo Mortensen.
Prima dell'esperienza televisiva nella serie I Soprano, fece parte del cast di alcune delle principali pellicole moderne del genere gangster, tra cui Il padrino (1972), Quei bravi ragazzi (1990), Donnie Brasco (1997).

## Vita privata
Sua moglie Dolores morì nel 1999, dopo 41 anni di matrimonio. I due ebbero due figli: Nick (attore e regista, che nel 2008 diresse il padre nel film Stiletto) e Frank (attore).

## Filmografia parziale

### Cinema

#### Attore
- Il padrino (The Godfather), regia di Francis Ford Coppola (1972) - non accreditato
- Toro scatenato (Raging Bull), regia di Martin Scorsese (1980) - non accreditato
- L'anno del dragone (Year of the Dragon), regia di Michael Cimino (1985)
- Sorvegliato speciale (Lock Up), regia di John Flynn (1989)
- Quei bravi ragazzi (Goodfellas), regia di Martin Scorsese (1990)
- Perseguitato dalla fortuna (29th Street), regia di George Gallo (1991)
- Amore all'ultimo morso (Innocent Blood), regia di John Landis (1992)
- Donnie Brasco, regia di Mike Newell (1997)
- Stiletto, regia di Nick Vallelonga (2008)

### Televisione
- Law & Order - I due volti della giustizia (Law & Order) - serie TV, episodi 3x09 - 6x10 (1992-1996)
- I Soprano (The Sopranos) - serie TV, 11 episodi (2001-2007)

## Doppiatori italiani
Nelle versioni in italiano delle opere in cui ha recitato, Tony Lip è stato doppiato da:
- Sergio Matteucci in Amore all'ultimo morso
- Dario De Grassi in Law & Order - I due volti della giustiza (ep. 6x10)
- Sandro Sardone in Donnie Brasco
- Elio Zamuto ne I Soprano

## Libri
- Shut up and eat! di Tony Lip e Stephen Priggè. Prefazione di Danny Aiello, New York, Penguin Books, 2005